# Гончаренко, Назар Петрович
Гончаренко Назар Петрович (1898, Терноватка, Криворожский район — 1955, Терноватка, Днепропетровская область) — российский военный, участник революционных событий, герой гражданской войны, советский хозяйственный деятель. Кавалер ордена Красного Знамени РСФСР.

## Биография
Родился в 1898 году в селе Терноватка.
Образование не оконченное среднее. До 1917 года батрачил у помещика Тищенко.
Участник Первой мировой войны с 1914 года в составе 48-го пехотного полка.
В 1917 году находился в составе Лозоватского отряда Красной гвардии (село Лозоватка Криворожского района). В 1918 году воевал в составе Лозоватского партизанского отряда. В 1920—1921 годах — в составе 2-го кавалерийского полка бригады Григория Котовского. Отличился в Тамбовской операции.
В 1933—1934 годах — секретарь партийной ячейки, в 1934—1941 годах — председатель колхоза имени Кагановича Терноватского сельсовета Криворожского района.
Участник Великой Отечественной войны с июля 1941 года.
С 1946 года работал в колхозе имени Кагановича Криворожского района.
Умер в 1955 году в селе Терноватка, где и похоронен.

## Награды
- Орден Красного Знамени РСФСР[1].